# Widerstand von Sason 1894
Als Widerstand von Sason 1894 oder Erster Widerstand von Sasun (armenisch Սասնո առաջին ապստամբութիւն) wird ein Konflikt zwischen osmanischen Einheiten und den armenischen Fedajin von der Huntschak-Partei in der Region Sasun (heute Sason) bezeichnet. Der von Mihran Damadian, Hampartsum Boyadjian und Hrayr Dzhoghk geleitete Aufstand richtete sich gegen die damaligen Massaker an den Armeniern und wird als erstes Erwachen der Armenischen Nationalen Befreiungsbewegung betrachtet.

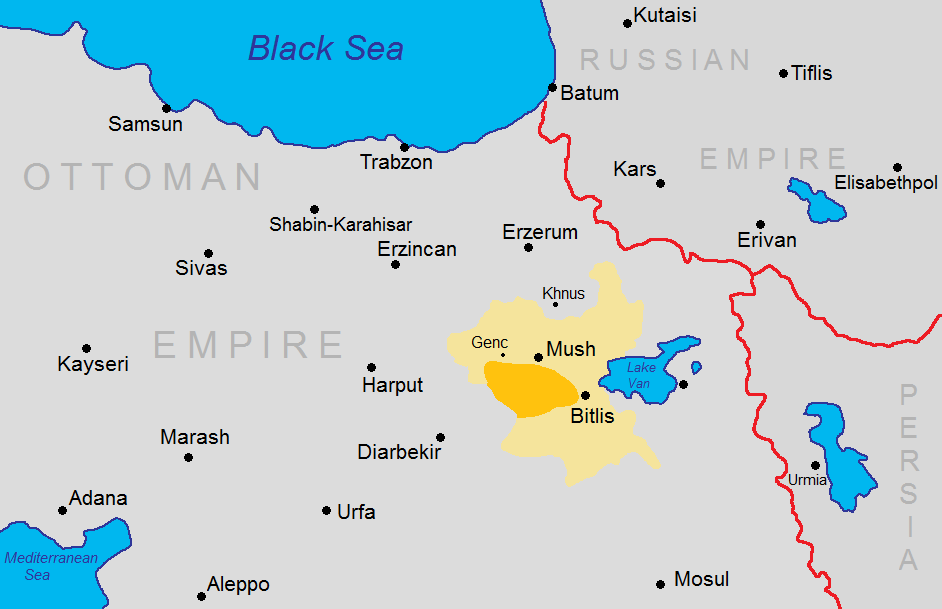
Die Region Sasun (orange) und das Vilâyet Bitlis (gelb).

## Hintergrund
Die Sozialdemokratische Huntschak-Partei und die Armenische Revolutionäre Föderation (Taschnaken) waren als wichtigste Organisationen der Armenischen Nationalen Befreiungsbewegung seit den 1890er Jahren in der Region aktiv. Im Jahre 1894 begannen erste Armenierverfolgungen, die in den Hamidischen Massakern 1894–1896 kulminierten. Diese Verfolgung stärkte unter den Armeniern ein nationalistisches Selbstbewusstsein. Bereits 1893 hatten die armenischen Bewohner Sasons aus dem Gebiet um Diyarbakır kommende kurdische Eindringlinge abgewehrt. Auch ein erneuter Angriff, zu dem die Kurden daraufhin von den osmanischen Behörden ermuntert wurden, konnte von den als wehrhaft geltenden Sason-Armeniern erfolgreich zurückgeschlagen werden.

## Der Konflikt
Im Sommer 1894 weigerten sich die Sason-Armenier, die von den örtlichen kurdischen Stammesführern eingeforderte doppelte Steuerlast zu bezahlen. Aktivisten der Huntschak-Partei versuchten diese Steuerrevolte, die schließlich 25 Dörfer erfasste, zu nutzen und einen landesweiten Aufstand auszurufen. Es kam zwar zu bewaffneten Widersetzlichkeiten, diese hatten aber nicht den Charakter einer allgemeinen armenischen Aufstandsbewegung. Dennoch schlug die osmanische Staatsmacht mit aller Härte zu. Die Armenier von Sason, darunter Kevork Çavuş, wurden von einer türkischen Armee und kurdischen Freiwilligen konfrontiert, die in der Überzahl waren. Die Armenische Revolutionäre Föderation spielte auch eine signifikante Rolle bei der Bewaffnung der Menschen in der Region und deren Selbstverteidigung. Osmanisches Militär und irreguläre Hamidiye-Einheiten mit einer Stärke von etwa 3.000 Mann erstürmten die Dörfer im August nach mehr als zweiwöchigen Kämpfen und richteten blutige Massaker an, bei denen je nach Quelle zwischen 900 und 4.000 Armenier getötet wurden. 32 der 40 armenischen Dörfer der Region wurden dabei zerstört.
Ausländische Staaten protestierten vehement gegen die Angriffe auf Sason; der britische Ministerpräsident William Ewart Gladstone nannte den osmanischen Sultan Abdülhamid „den Großen Verbrecher“ und „den Roten Sultan“. Andere Staaten verlangten die Umsetzung von versprochenen Reformen für die Sechs Armenischen Provinzen. Ein Untersuchungsausschuss, der aus französischen, britischen und russischen Vertretern bestand, wurde in die Region gesandt, um die Ereignisse zu untersuchen.

## Nachwirken
Im April/Mai 1895 schlugen die zuletzt genannten Mächte Reformen vor, die allerdings nie umgesetzt wurden, da sie durch die osmanische Türkei ignoriert und nicht ratifiziert wurden. Auf der anderen Seite erhielt Großbritannien beträchtlichen Einfluss und Macht in den ehemals osmanischen Kolonien Zypern und Ägypten und für Gladstone waren gute Beziehungen zu den Osmanen nicht so wichtig wie früher. Mittlerweile fand das Osmanische Reich einen neuen westeuropäischen Verbündeten – das Deutschland unter Bismarck.